# بخش لورتو
بخش لورتو (به اسپانیایی: Departamento Loreto) یک منطقهٔ مسکونی در آرژانتین است که در استان سانتیاگو دل استرو واقع شده‌است.